# Oxie och Skytts häraders tingslag
Oxie och Skytts häraders tingslag var mellan 1873 och 1971 ett tingslag i Malmöhus län. Tingsplatsen var till 1904 Klörup, därefter Malmö och från 1966 även Trelleborg. Tingslaget utgjorde  en egen domsaga, Oxie och Skytts häraders domsaga och omfattade de socknar som ingick i häraderna med avvikelser vissa tider enligt nedan.
1971 övergick tingslaget i Trelleborgs domsaga och Malmö domsaga och häradsrätten ombildades till Trelleborgs tingsrätt.

## Administrativ historik
Tingslaget bildades 1873 genom sammanslagning av Oxie tingslag och Skytts härads tingslag och häradsrättens säte var till 1904 var Klörup, därefter  Malmö. År 1947 upphörde Skanör med Falsterbo rådhusrätt och dess domkrets övergick i detta tingslag. År 1964 upphörde Trelleborgs rådhusrätt och dess domkrets övergick i detta tingslag och därefter användes var även Trelleborg som säte för häradsrätten. År 1967 överfördes Börringe socken till detta tingslag från Vemmenhögs, Ljunits och Herrestads häraders tingslag varifrån samtidigt ett antal områden tillfördes när dessa uppgick i Trelleborgs stad.
År 1971 övergick tingslaget i Trelleborgs domsaga (för de delar som kom att ingå i Trelleborgs, Svedala och Vellinge kommuner) och Malmö domsaga (för de delar som kom att ingå i Malmö, Burlövs och Lomma kommuner samt Bara kommun till 1977) och häradsrätten ombildades till Trelleborgs tingsrätt.